# Пјер Крижанић
Петар Пјер Крижанић (Глина, 19. мај 1890 — Београд, 31. јануар 1962) био је југословенски карикатуриста, писац и есејиста, један од родоначелника југословенске карикатуре, као политичког коментара у дневним новинама, писац и есејиста и један од оснивача Ошишаног јежа“ (1935).

## Биографија
Рођен је у Глини, варошици у Банији, од мајке Софије, православне Српкиње, из крајишке породице Ребић, чији су чланови по традицији били граничарски официри Аустроугарске монархије, бранећи Војну крајину од Турака и оца Матије Крижанића, католичког Хрвата, домобранског подофицира  и судског архивара. Име је добио по Св. апостолу Петру (име свеца које је подједнако и католичко и православно), па као дете из мешовитог брака, сам се изјашњавао као Југословен.
Мајка му је умрла три месеца након његовог рођења, а отац је након њене смрти, децу поделио између своје и мајчине породице. Петар је отишао да живи са бабом по мајци, Аном која је живела у свом родном селу Меченчани, близу Костајнице.

### Школовање
У селу Меченчанима је завршио основну школу.
Уз помоћ ујака, капетана Стојана Ребића, бившег секретара аустријског војног аташеа на Цетињу, у лето 1901. године уписан је у Краљевску малу реалну гимназију у Петрињи. Због старог и необичног фрака и ципела већим за неколико бројева, које је носио, школски другови у гимназији су га прозвали „Фракан”. У Петрињи је завршио три разреда гимназије са одличним успехом.
Средњу школу је завршио у Загребу. Ујак је одмах запазио и подржао његов таленат за цртање, па му је обезбедио стипендију у Вештачко-обртној (занатској) школи у Загребу, која је имала једно стипендијско место за Крајишнике. У тој школи су се учили уметнички занати и декоративно сликарство. Након тога је две године радио као обичан радник, како би сакупио новац за школовање.
Године 1907, по савету својих професора, прешао је у тек основану Вишу школу за умјетност и обрт, касније названу Академија, на којој су се школовали будући сликари, вајари и понеки цртач.

### Први радови
Наредне 1908. године, започео је сарадњу као карикатуриста у загребачком хумористично-сатиричном часопису и опозиционом гласилу Хрватско-српске коалиције „Коприве”. Тамо је радио са својим школским колегама, такође талентованим карикатуристима Славком Варешом и Бранком Петровићем. Радове је објављивао под псеудоним „Пјер“, који му је наденуо уредник, да би га заштитио од аустроугарских цензора, а касније је овај надимак усвојио и користио као крштено име. Све његове карикатуре из тог доба су биле у оштрој опозицији против аустроугарске политике према Јужним Словенима, након анексије Босне и Херцеговине.
Из политичких разлога је 1911. године прекинуо сарадњу у часопису. Исте године је кратко боравио код рођака у Србији.

### Живописац
Године 1911. је заједно са Урошем Предићем и Јаковом Орфелином осликао мали иконостас у тада новосаграђеној хорској капели цркве манастира Гргетега. У капели је остала сачувана само икона са представом Тајне вечере. Такође је осликао иконостас за храм Велике Госпојине у Кукурузарима, близу Костајнице, који је једним делом уништен у Другом светском рату, а већим делом размонтиран и сачуван.
У то време налазио се у књижевном кругу Антона Густава Матоша, око којег су се окупљали млади карикатуристи. Придружио се омладини, која се залагала за братство Срба и Хрвата. Са групом загребачких студената путовао је 1912. у Београд. Након два неуспела атентата револуционарне омладине на краљевског повереника у Загребу, власти су осумњичиле, затвориле и протерале многе студенте, међу њима и Пјера Крижанића. Тако је из политичких разлога био приморан да прекине своје академско образовање.
Као политички сумњив и протеран из Загреба 1913. године, једно време је боравио у родном месту, а затим у Београду, све до маја 1914. године.

### Први светски рат
Након Сарајевског атентата, многи његови другови су похапшени, а издата је и потерница за њим. Покушао је да побегне за Србију, али му то није пошло за руком. Мобилисан је 1915. у аустроугарску војску. Означен као политички сумњив, послат је на италијански фронт, На фронту му се поново пружила прилика прилика да искаже свој уметнички дар, пошто су у то време на свим европским фронтовима издаване литографске новине, у чијем садржају је било места за хумор и карикатуру. Године 1916. је издавао литографисано-хумористички лист „Броцак”. На италијанском фронту је остао до 1917.

### Међуратни период
У часопису „Коприве“, који је тада остао без карикатуристе, је наставио да објављује карикатуре 1918, још пре завршетка рата, а исте године, убрзо након стварања Краљевине СХС је постао његов уредник и главни карикатуриста (1918–1922). Објављивао је и у загребачком дневном листу „Покрет” (1921–1922), који се декларисао као борбени лист за интегрално југословенство и чишћење друштва од покварењака.
Најактивнији је био у периоду између два светска рата. Због строге цензуре којом је био изложен, из Загреба се доселио у Београд 1922, где је штампа била мало слободнија. Свој допринос је дао најпре у тек основаном часопису „Нови лист“, у коме је готово сваког дана објављивао своје карикатуре, углавном на актуелне политичке теме и портрете јавних личности. 
У Београду га је средина прихватила, постао је радо виђен гост у кафани Москва, у којој су се тада готово свакодневно окупљали познати писци, уметници и публицисти. Зближио се са уметничким светом популарне Скадарлије, која је такође инспирисала његово уметничко дело.
Годину дана касније се придружио новинској кући Политика. „Политика” је у то време сматрана за најугледније гласило у земљи. У „Политици” су настале неке од његових најпознатијих карикатура, и за њу је радио све до пензионисања 1950. Прву карикатуру у „Политици“ је објавио 3. октобра 1923. године. ”Најбоље радове дао је у области тзв. ситуационе карикатуре којом је осликавао политичке прилике и социјално-економско стање друштва, обесправљеност малог човека – грађанина и сељака, силништво власти и лупештво богаташа, спајајући ликовну и писану реч, у ефектном допуњавању и преплитању илустрације и наратива. Испољавао је снажан уметнички и политички темперамент, у коме су артизам и ангажованост стајали напоредо. Његове карикатуре на насловној страни носиле су лист, а често су биле бравуре хумора и сатире, откривалачки коментари иза недоречених чињеница, својеврсна појашњења наредних страница спољне и унутрашње политике. Протоком времена, учинио је „Политикину” карикатуру медијем од јавног и уметничког значаја.” (С. Г. Богуновић)
Специјализовао се у Паризу, Бечу и Будимпешти. Године 1924. са стипендијом француског министарства просвете отпутовао је на специјализацију у Париз, одакле је наставио сарадњу са „Политиком”. У Паризу се упознао са сликарком Драгињом Драгом Марић (сестром Сретена Марића), познатијом као Лиза. Лиза је, након матуре боравила у Паризу ради усавршавања француског језика и упознавања светског сликарства. Делила је собу са својом другарицом из детињства Десанком Максимовић, коју је Пјер познавао из књижевних кругова у Београду. Често су утроје одлазили у позоришта, музеје и на изложбе. С Лизом се оженио 1926, по повратку у Београд. Током дугог низа година Лиза је сарађивала са Пјером на употпуњавању пропратних текстова, који су долазили испод његових карикатура. Развели су се 1951.
Након све отвореније агресије фашизма и Мусолинијевог „похода на Рим”, почео је све чешће да се сукобљава са представницима фашистичке Италије у Југославији. Његова карикатура „Рати и мир” (1927), која је из „Политике” пренета у многе стране листове, изазвала је дипломатску протестну ноту италијанског посланика Бодрера.
До Шестојануарске диктатуре бавио се критиком и исмејавањем система, који је називао лажном демократијом. Након тога је карикатура као критика режима била потпуно укинута, па се бавио проблемима материјалног стања обичних људи, износио проблеме и муке радника и сељака, што је окарактерисано као бољшевичка пропаганда, тако да је ретко која његова карикатура успевала да прође цензуру.
Многи га сматрају једним од родоначелника југословенске и српске политичке карикатуре. Један је од оснивача и његови радови су објављивани у хумористичко-сатиричном часопису Ошишани јеж, чији је први број објављен 5. јануара 1935. године. Шири круг сарадника обухватао је готово све тадашње водеће писце и хумористе, а у уредништву су се окупљали млађи уметници, који су се угледали на Пјера, међу њима, Милош Вушковић, Милорад Ћирић, Иван Лучев, Сабахадин Хоџић, Драгослав Стојановић, Душан Јовановић, Ђорђе Лобачев. Био је изабран за председника Удружења Личана и Бановаца 1937.
Као добар познавалац друштвених и политичких прилика и проницљив аналитичар, карикатуром је представио значајне министре и друге друштвене функционере, али и бројне личности из културе и уметничког живота. Често је понављао карикатуре истих личности, у различитим ситуацијама или позама. Упорношћу и толеранцијом успео је да одоли честим притисцима режимских цензура, које су га осуђивале, с једне стране као хрватског сепаратисту, а са друге као српског плаћеника.
Са јачањем фашизма и све већег угрожавања мира, његове карикатуре су попримале облик огорчене сатире. Пратио је не само јачање немачке и италијанске агресије, већ и појаву фашизма у другим земљама, као што су Грчка, Бугарска и Мађарска. Током грађанског рата у Шпанији критиковао је Франка, његове помагаче из Немачке и Италије, али и лицемерне западне демократије, посебно Блумов режим у Француској и његов одбор за немешање.
Од 28. фебруара 1941. до 8. маја 1941 је био председник Новинарског удружења у Београду, као једини карикатуриста на таквој функцији.

### Други светски рат
Други светски рат, након немачке окупације, провео је илегално на Златибору, као сељак обучен у народну ношњу, под именом Петар Марић и у Мостару, одакле је почетком 1944. ступио у НОВ.

### Послератни период
Након ослобођења Београда 1944. учествује у обнови рада
„Политике” и „Ошишаног јежа”. Године 1945. је изабран за првог председника Савеза новинара Југославије.
Аутор је мапа карикатура, сатирично-хумористичког алманах „Наше муке” (1923), у коме је објединио карикатуре објављене у „Новом листу”, затим „Куку, Тодоре!” (1927), са карикатурама из домаће политике, у којој се посебно истичу Николе Пашића и Стјепана Радић и „Против фашизма” (1948), која представља временски наставак претходне, али се бави искључиво догађајима из спољне политике. Ова последња обухвата и део карикатура објављених 1927, које су непосредно везане за спољну политику и фашизам. Већина ових карикатура је била објављена у „Политици”.
Због последица лакшег удара капи пензионисао се 1950, након чега је престао његов активан рад на карикатури. Објављивао је само повремено у „Политици” и „Јежу”, посебно у време југословенско-совјетског сукоба.
Године 1959. снимљен је кратак документарни филм
„Између два краља”, у режији Здравка Велимировића, у којем је приказан режим старе Југославије, кроз његове и карикатуре других уметника.
Умро је у седамдесетдругој години живота у Београду 31. јануара
1962. Сахрањен је на Новом гробљу у Београду.

### Остали радови
Осим карикатуром, повремено се бавио ликовном критиком, коју је објављивао у „Политици”, „Ријечи” и „Животу”. Бавио се и сликарством. Своје слике је први пут излагао на пролећној изложби у Загребу (1921), представио са већим бројем студија и других радова у Београду, на Хумористичком салону. Био је члан ликовне групе „Облик”, с којом је излагао од 1931. до 1937. године.
Године 1926. при крају своје књиге, са насловом "Куку Тодоре"; карикатуре од Пјера!, уклопио је своју хумористичку аутобиографију.
Бавио се и илустрацијом књига. Израдио је карикатуралне портрете хрватских песника, међу којима и портрет Мирослава Крлеже, у књижици „Пар нас с Парнаса”, аутора
Крешимира Ковачића, издатој у Загребу 1922. те насловну страну прве збирке песама „Песме” (1924), затим збирки „Зелени витез” (1930) и „Гозба на ливади” (1932) Десанке Максимовић.
Израдио је насловну страну првог издања књиге „Magnum crimen” (1948), о усташком геноциду над Србима, Јеврејима и Ромима у хрватским логорима, те одговорности Ватикана и католичке цркве за те злочине, од аутора Виктора Новака, са којим је био пријатељ.

### У његову част
Носилац је Ордена заслуга за народ I реда.
Добитник је „Политикине” награде за животно дело (1962). Том приликом је изјавио да половина награде припада његовој жени Лизи.
Три године након његове смрти, 1965. Нолит је објавио збирку карикатура под насловом „Пјер“.
Године 2010. објављена је монографија „Пјер“, коју је приредио Радивоје Бојичић, а која садржи више стотина Крижанићевих карикатура, сврстаних по тематским целинама, као и кратак духовит аутобиографски текст.
Постхумно је 1967. у његову част установљена Награда „Пјер“, која се додељује годишње, за допринос савременој новинској карикатури.
Једна улица на Палилули у Београду носи његово име.

## Галерија
- Жена за столом на тераси, 1943.год. Приватно власништво. Уметничка збирка породице Поповић, Нови Сад.